# قورس أصفر الذيل
قورس أصفر الذيل (الاسم العلمي: Coris gaimard) (بالإنجليزية: yellowtail coris)‏ هو نوع من الأسماك يتبع جنس القورس من الفصيلة اللبروسية.